# Fédération suisse de ski nautique et wake
 (mars 2022).
La Fédération suisse de ski nautique et wake (FSSW) est une association suisse fondée en 1947.

## Objectifs
La FSSW a pour but de développer la pratique des différentes disciplines reconnues par la fédération internationale (E&A ou IWWF), de regrouper les associations et les autres organisations corporatives pratiquant les différentes disciplines, de promouvoir les différentes disciplines par tous les moyens appropriés, de surveiller et de coordonner les activités de ses membres, d’établir, dans le cadre des règlements de l’IWSF, toutes les règles applicables aux compétitions suisses.